# Salstenen
Salstenen, med signum Vg 104, är en runsten som står vid Sals kyrka i Sals socken och Grästorps kommun, Västergötland.

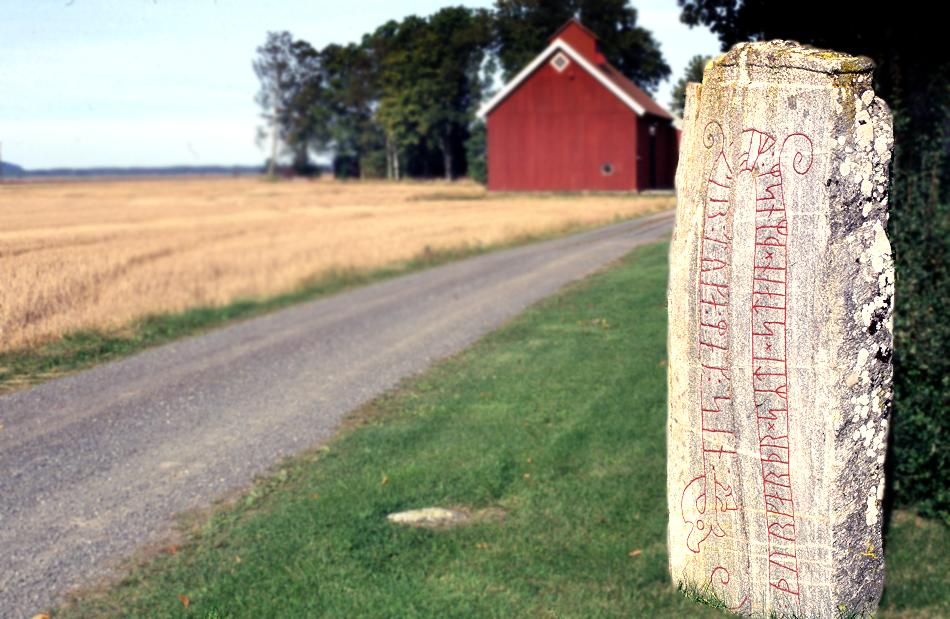
Runsten vid Sal kyrka, Vastergotland

## Stenen
Runstenen hittades i gamla kyrkans grundmur när den revs 1881 och den var då sönderslagen i två delar. Efter en restauration 1936 placerades Salstenen utanför kyrkogårdens sydvästra hörn. Den från runor översatta inskriften lyder enligt nedan:

## Inskriften
Translitterering av runraden:
: þurkarþr × sʀti × stain × þʀnsʀ : ʀftir : tuka : mak : sin :
Normalisering till runsvenska:
Þorgarðr/Þorgærðr sætti stæin þennsi æftiʀ Toka, mag sinn.
Översättning till nusvenska:
Torgård (eller Torgärd) satte denna sten efter Toke, sin frände.

Runsekvens þurkarþr kan återge både mansnamnet Torgård, fast det är mycket sällsynt (finns på N 259), och vanliga kvinnonamnet Torgärd, fast just den här runinskriften använder ʀ som särskilt tecken för e och æ.

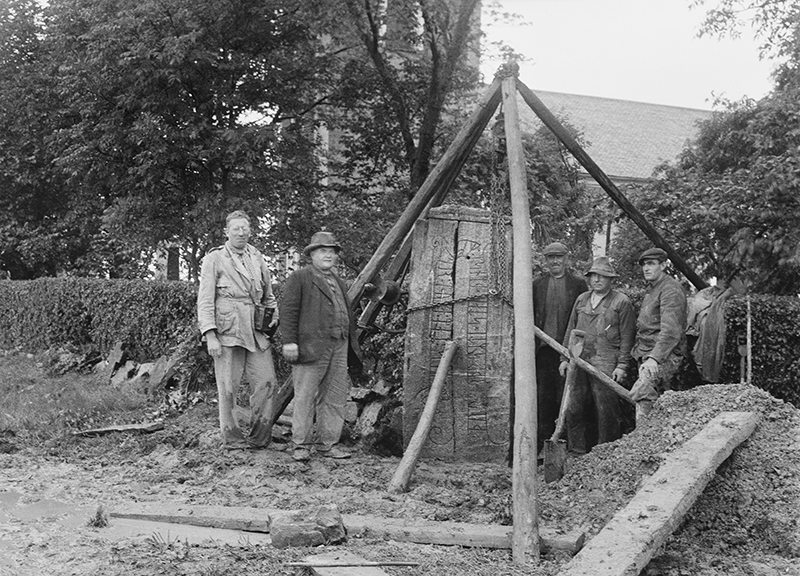
Runstenen vid Sals kyrkogård under restaureringen 1936.